# Národní hnutí za osvobození Kosova
Lëvizja Kombëtare për Çlirimin e Kosovës je originální název Národního hnutí za osvobození Kosova. Jednalo se o poměrně málo významnou stranu, která ve volbách v roce 2004 byla součástí koalice Aleanca për Ardhmërinë e Kosovës (Aliance pro budoucnost Kosova).